# رابین روئفس
رابین روئفس (انگلیسی: Robin Roefs؛ زادهٔ ۱۷ ژانویهٔ ۲۰۰۳) بازیکن فوتبال اهل پادشاهی هلند است که در حال حاضر برای ان‌ئی‌سی نیمیخن در پست دروازه‌بان بازی می‌کند.
وی همچنین در تیم‌های ملی فوتبال زیر ۱۷ سال، زیر ۱۹ سال و زیر ۲۱ سال هلند بازی کرده است.

## دوران حرفه‌ای
رابین روئفس کار خود را در تیم‌های پایهٔ وی‌وی هیس‌ویک آغاز کرد تا آن‌که در سال ۲۰۱۴ توسط باشگاه فوتبال ان‌ئی‌سی نیمیخن جذب شد. او در فصل ۲۲–۲۰۲۱ به مربیگری دروازه‌بانان وی‌وی هیس‌وییک پرداخت.
در سپتامبر ۲۰۲۳، روئفس قرارداد خود با ان‌ای‌سی نیمیخن را تا سال ۲۰۲۸ تمدید کرد. در همان ماه، او نخستین بازی حرفه‌ای خود را در اردیویسه و در جریان پیروزی ۳–۰ برابر اوترخت انجام داد؛ این فرصت به‌دلیل مصدومیت یاسپر سیلسن فراهم شد. هفتهٔ بعد نیز او برای نخستین بار به‌عنوان بازیکن اصلی به میدان رفت، اما تیمش با نتیجهٔ ۳–۱ مغلوب ویتسه شد. در مه ۲۰۲۴، روئفس نسبت به خروج احتمالی از باشگاه ابراز تمایل کرد، چراکه به‌دنبال فرصت بازی بیشتری بود.